# Glenea sulphuroides
Glenea sulphuroides là một loài bọ cánh cứng trong họ Cerambycidae.